# Eskadrila aviona 93. ZB
Eskadrila aviona 93. ZB Zadar, postrojba je Hrvatskog ratnog zrakoplovstva i protuzračne obrane, sa sjedištem u zračnoj bazi u Zemuniku kod Zadra. Eskadrila se, uz Zapovjedništvo, sastoji od četiri letačka voda te tri voda zrakoplovnih tehničara. U njezinu je sastavu i akro-grupa Krila Oluje.Temeljna je zadaća Eskadrile obuka pilota HRZ-a (do sada je školovano 13 naraštaja, a u tijeku je obuka 14. naraštaja pilota HRZ-a i PZO-a).

## Povijest
Eskadrila je ustrojena 6. studenoga 1991. kao Eskadrila jurišnog zrakoplovstva, smještena u Domu zrakoplovstva u Zadru. S letačkim se aktivnostima započelo 1993., odmah po oslobađanju 93. zrakoplovne baze Zemunik. Već u kolovozu 1994. provedena je selekcija 1. naraštaja kandidata za vojne pilote. Prva tri Pilatusa isporučena su u lipnju 1996., a s letačkom obukom pilota zrakoplova 1. naraštaja započelo se iste godine u srpnju. 

## Oprema i zadaće
Danas Eskadrila u svom sastavu ima 20 Pilatusa PC-9 te 5 Zlinova 242 L, kojima su zamijenjene nekadašnje Utve.  
Eskadrila provodi selekcijsku i temeljnu obuku kadeta na Zlinu 242 L, te temeljnu i naprednu obuku na Pilatusu PC-9 M. Nakon selekcije i temeljne obuke piloti se raspoređuju ovisno o sposobnostima i potrebama za helikoptere ili avione. Oni koji ostaju u eskadrili dalje se školuju za pilote Pilatusa, potom za nastavnike letenja, te se ovisno o potrebama raspoređuju u druge eskadrile.
Osim obuke, Eskadrila provodi i dežurstva za potrebe Obalne straže, Snage brzog odgovora, sudjeluje u protupožarnim izviđanjima te drugim letačkim zadaćama u specijalizaciji nastavnika letenja, letovima za potrebe HKoV-a i HRM-a, te trenaži pilotskog kadra HRZ-a i PZO-a. Provodi i obuku za probne pilote, a angažirana je i u međunarodnim aktivnostima.